# دیکسونز کارفون
دیکسونز کارفون (انگلیسی: Dixons Carphone) شرکت الکترونیک بریتانیایی است، که در سال ۲۰۱۴ تأسیس شد.